# Something Comforting
"Something Comforting" é uma canção gravada pelo produtor estadunidense de música eletrônica Porter Robinson. Lançada em 10 de março de 2020 como o segundo single de seu segundo álbum de estúdio Nurture, a música foi escrita e produzida pelo próprio artista, que também forneceu os vocais para a faixa. A música é representativa das lutas de Robinson com bloqueios criativos e depressão.

## Composição
| “ | Passei por uma intensa luta criativa e depressão nos anos de 2015, 2016 [...] mas foi nessa época que escrevi esta seção de "Something Comforting" [...] e essa foi a primeira coisa que eu sabia que ia manter. E eu provavelmente já ouvi, tipo, dez mil vezes, talvez mais. — Robinson em um vídeo para seus fãs | ” |

Algum tempo após o lançamento de seu álbum Worlds, Robinson teve uma luta criativa e passou por um episódio depressivo que durou alguns anos. Durante este período, Robinson começou a trabalhar em músicas de Nurture, incluindo "Something Comforting". Ele começou a música escrevendo o refrão instrumental, ao qual se apegou e ouviu repetidamente. Isto marcou o início de seu trabalho no álbum Nurture. No entanto, ele não terminou de escrever a letra até 2019, quando já havia escrito outras dez músicas.
A música apresenta a voz natural de Robinson, juntamente com uma versão de sua própria voz que é modificada para ser mais aguda e feminina. A música alterna entre as duas vozes, notadamente no final, onde a voz usada frequentemente se alterna. A letra fala sobre seus sentimentos de 2015.

## Lançamento e promoção
Robinson afirmou que inicialmente queria que "Something Comforting" fosse a primeira faixa de "Nurture" a ser lançada, embora "Get Your Wish" tenha se tornado o primeiro lançamento. "Something Comforting" foi lançado em 10 de março de 2020.
Em 25 de março de 2020, quinze dias após o lançamento do single, o videoclipe de "Something Comforting" foi lançado. Semelhante ao vídeo de "Get Your Wish", o vídeo apresenta Robinson e é ambientado em uma plataforma com fundo plano. A plataforma tem um tema de floresta, com recursos como grama e pedras. Ao longo do vídeo, ele pode ser visto realizando certas ações, como plantando sementes. No clímax, Robinson pode ser visto saindo da plataforma, o que resulta nele flutuando no ar. Em uma entrevista com Peter Robinson do Popjustice, Robinson afirmou que o vídeo pretende representar a luta de ficar preso em seu estúdio, e a escuridão ao redor da plataforma representa "o incerteza da vida fora de suas rotinas."

## Recepção crítica
Ben Jolley da NME descreveu "Something Comforting" e "Look at the Sky" como "duas das músicas mais edificantes e emocionantes que você provavelmente ouvirá [em 2021]". Em uma crítica de Nurture para a Slant, Charles Lyons-Burt descreveu a música como tendo "ricochete de drum n' bass" e escreveu que canções como "Something Comforting" e "Mirror" "adicionam um dinamismo glitchy a canções inspiradoras muito trabalhadas [em Nurture]". "Something Comforting" e "Get Your Wish" foram descritas como "canções pop eufóricas" por Colin Joyce, da Pitchfork. Em um artigo para a Paper, Matt Meon descreveu "Something Comforting" como "o clímax crescente [de Nurture]".

## Paradas musicais
| Paradas (2020)                                    | Posição de pico |
| ------------------------------------------------- | --------------- |
| Estados Unidos (Billboard Dance/Electronic Songs) | 12              |